# Dom św. Elżbiety w Kwidzynie
Elżbietanki w Kwidzynie - placówka powołana 19 października 1907 roku. Zgromadzenie sióstr elżbietanek prowadziło następującą działalność: *ochronkę dla dzieci – przedszkole – około 70 dzieci;
- dom opieki dla starszych, opuszczonych;
- pomoc w duszpasterstwie.

Ponadto sprawowało opiekę ambulatoryjno – terenową w domach ludzi biedniejszych. W 1953 roku decyzją ówczesnych władz komunistycznych siostry zostają wydalone z pracy w szpitalu i tym samym zostaje przerwana ich działalność w mieście Kwidzynie. Siostry odzyskały swoją własność w roku 1994. Początkowa działalność domu po reaktywacji miała różny charakter. Najpierw mieściło się tu Stowarzyszenie Rodzin Katolickich które urządziło klasy, szkołę życia, świetlicę środowiskowej, klubu dla młodzieży niepełnosprawnej, jadłodajni dla ubogich, Dom samotnej matki i matki z dzieckiem. Obecnie ogranicza się do całodobowej opieki nad ludźmi starszymi i schorowanymi.